# كأس ألبانيا 1988–89
كأس ألبانيا 1988–89 (بالألبانية: Kupa e Republikës 1988-89‏) هو موسم من كأس ألبانيا. أشرف على تنظيمه اتحاد ألبانيا لكرة القدم، وفاز فيه دينامو تيرانا.